# Hjortö
Hjortö är en ö i Finland. Den ligger i Skärgårdshavet och i kommunen Pargas i den ekonomiska regionen  Åboland i landskapet Egentliga Finland, i den sydvästra delen av landet. Ön ligger omkring 56 kilometer sydväst om Åbo och omkring 190 kilometer väster om Helsingfors.
Öns area är 77,4 hektar och dess största längd är 1,8 kilometer i sydväst-nordöstlig riktning. Ön höjer sig omkring 35 meter över havsytan.
På ön finns skog och några fritidshus. Förutom ett område på sydöstra sidan ingår ön i Skärgårdshavets nationalpark.